# Молочай интизи
Молоча́й интизи (лат. Euphórbia intisy) — многолетнее суккулентное древовидное растение; вид рода Молочай (Euphorbia) семейства Молочайные (Euphorbiaceae).

## Морфология
Безлистные суккуленты различного вида: от маленьких сильно-ветвистых кустарников до деревьев до 6 м высотой (но обычно меньше), похожих на кисти. Он похож на Euphorbia tirucally, но более спутанный, у него больше стволов и ветвей.
Корни с маленькими отверстиями, в которых накапливается вода, позволяющая дереву выжить при серьёзной засухе.
Ствол единственный или множественный, на нём расположены многочисленные, спутанные цилиндрические ветви толщиной с карандаш, гладких, тёмно-коричневато-зелёных, 5—8 мм в диаметре. Это растение характеризуется симпоидальным ростом, при котором терминальные почки отмирают, а рост продолжается за счёт боковых почек.
Шипов нет. Листья очень маленькие и тонкие, их редко можно увидеть, поскольку опадают они очень быстро.
Соцветия располагаются в пазухах верхних ветвей. Истинные цветки на фоне прицветников незаметны.

## Распространение
Африка: Мадагаскар.
Растёт в колючих лесах в засушливых областях, которые почти истреблены из-за сверхдобычи каучука.

## Практическое использование
Млечный сок растения содержит латекс и использовался для его добычи в местном масштабе. Каучук высокого качества сгущается на поверхности растения в виде длинных тонких нитей.
Выращивается в качестве декоративного комнатного растения. Прост в выращивании, легко может достигнуть потолка. В период активного сезона полив должен быть регулярным, зимой — не нужен. Не выносит заморозков. Может повреждаться мучнистым червецом.

## Таксономия
|  |                                      |  |                                                             |                                                             |                      |  | ещё 36 семейств (согласно Системе APG II), в том числе Маковые | ещё 36 семейств (согласно Системе APG II), в том числе Маковые |                         |  |  |  | ещё ≈2000 видов |
|  |                                      |  |                                                             |                                                             |                      |  | ещё 36 семейств (согласно Системе APG II), в том числе Маковые | ещё 36 семейств (согласно Системе APG II), в том числе Маковые |                         |  |  |  | ещё ≈2000 видов |
|  |                                      |  |                                                             | порядок Мальпигиецветные                                    |                      |  |                                                                |                                                                | род Молочай (Euphorbia) |  |  |  |                 |
|  |                                      |  |                                                             | порядок Мальпигиецветные                                    |                      |  |                                                                |                                                                | род Молочай (Euphorbia) |  |  |  |                 |
|  | отдел Цветковые, или Покрытосеменные |  |                                                             |                                                             | семейство Молочайные |  |                                                                |                                                                | вид Молочай интизи      |  |  |  |                 |
|  | отдел Цветковые, или Покрытосеменные |  |                                                             |                                                             | семейство Молочайные |  |                                                                |                                                                |                         |  |  |  |                 |
|  |                                      |  | ещё 44 порядка цветковых растений (согласно Системе APG II) | ещё 44 порядка цветковых растений (согласно Системе APG II) |                      |  |                                                                | ещё >300 родов                                                 | ещё >300 родов          |  |  |  |                 |
|  |                                      |  |                                                             | ещё 44 порядка цветковых растений (согласно Системе APG II) |                      |  |                                                                |                                                                | ещё >300 родов          |  |  |  |                 |